# Cañada de Ceuta

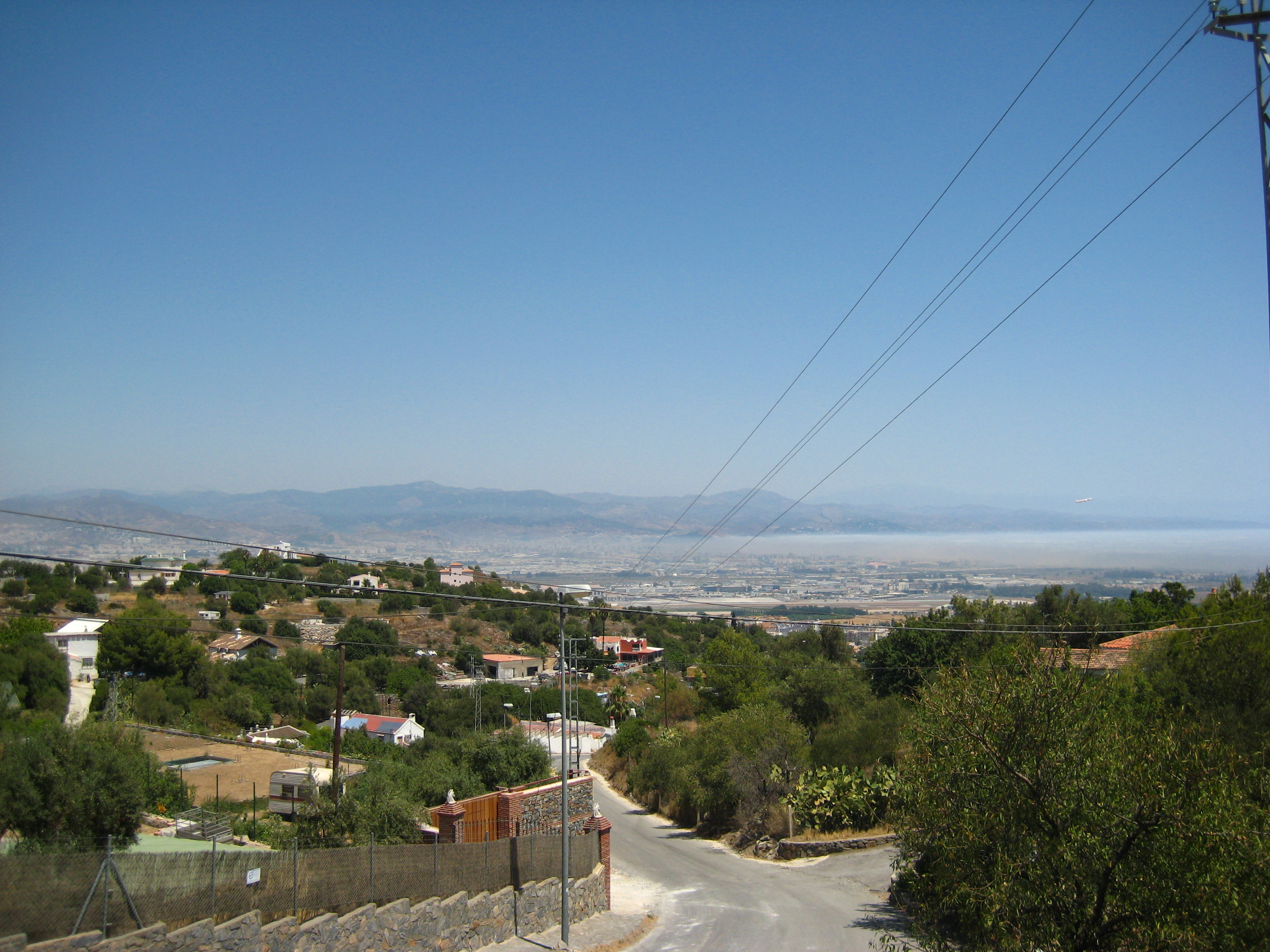
Vista de Málaga desde el barrio de Cañada de Ceuta.

Cañada de Ceuta es un barrio periférico perteneciente al distrito de Churriana de la ciudad andaluza de Málaga, España. Según la delimitación oficial del ayuntamiento, limita al nordeste con el barrio de San Jerónimo y al oeste, con el barrio de San Fernando. Por los demás lados se extienden terrenos no urbanizados de la sierra de Churriana. Está compuesto por viviendas unifamiliares aisladas dispuestas a ambos lados del Camino de la Sierra, trepando la ladera del monte. La nueva hiperronda atraviesa el barrio transversalmente.
Ninguna línea de autobús de la EMT alcanza los límites del barrio. 